# Sers (Charente)
Sers é uma comuna francesa na região administrativa da Nova Aquitânia, no departamento de Charente. Estende-se por uma área de 14,17 km². Em 2010 a comuna tinha 900 habitantes (densidade: 63,5 hab./km²).